# Camptoprosopella atra
Camptoprosopella atra är en tvåvingeart som beskrevs av Malloch 1926. Camptoprosopella atra ingår i släktet Camptoprosopella och familjen lövflugor.
Artens utbredningsområde är Costa Rica. Inga underarter finns listade i Catalogue of Life.